# Apterostigma ierense
Apterostigma ierense (лат.) — вид примитивных муравьёв-грибководов (Attini) рода Apterostigma из подсемейства Myrmicinae. 

## Распространение
Южная Америка: Боливия, Венесуэла Колумбия, Перу, Эквадор. Также найден в Панаме.

## Описание
Мелкие муравьи коричневого цвета. Латеровентральный край лобных лопастей полностью изогнут и закрывает усики; шейный киль сверху имеет форму двух округлых лопастей; тело густо опушенное.  Усики рабочих и самок 11-члениковые, у самцов состоят из 12 сегментов. Нижнечелюстные щупики 3-члениковые, нижнегубные щупики состоят из двух сегментов (формула щупиков 3,2). Стебелёк между грудкой и брюшком состоит из двух члеников: петиоля и постпетиоля (последний отделён от брюшка), жало развито, куколки голые (без кокона). Петиоль вытянутый, без явного узелка.

## Таксономия
Вид был впервые описан в 1937 году американским мирмекологом Н. Вебером (США).